# Adma wa Dafneh

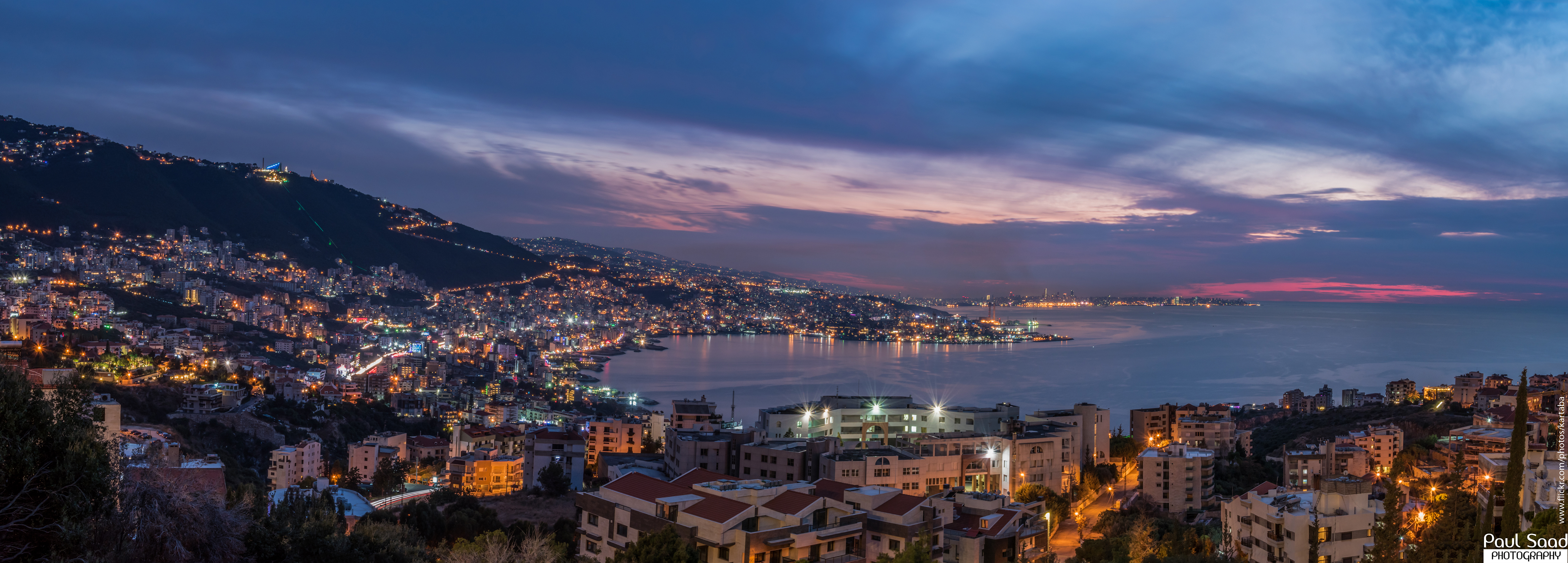
La Baie de Jounieh vue de Adma wa Dafneh

Adma wa Dafneh,  Adma, ou أدْما و الدّفنة ou أدما est une ville dans le district du Kasrouane du gouvernorat du Mont Liban, au Liban. La ville est constituée des deux villages d'Adma et de Dafneh. La ville est situee a 27 kilometres au nord de Beyrouth sur une Falaise. Adma s'eleve entre 100 et 370 metres du niveau de mer et occupe une surface de 456 hectares. Adma wa Dafneh est moins encombrante et plus vaste que les autres villes libanaises. La ville est connectée directement a Jounieh et Tabarja, ses communes voisines. Les habitans d'Adma sont majoritairement chretiens maronites